# Di Šin
Di Šin (kitajsko 商帝辛, pinjin Shāng Dì Xīn), Džov Šin (kitajsko 紂辛, pinjin Zhòu Xīn) ali Šov, kralj Šanga (kitajsko 商王受, pinjin Shāng Wáng Shòu) je bil zadnji kralj kitajske dinastije Šang, * 1105 pr. n. št., † 1046 pr. n. št.
Vladal je od leta 1075 do 1046 pr. n. št. Njegovega imena se ne sme zamenjati z imenom dinastije Džov, ki se piše in izgovarja drugače (周, Zhōu).

## Življenje

### Zgodnja vladavina
V Zapisih velikega zgodovinarja je Sima Čjan zapisal, da je imel Di Šin na zaćetku svoje vladavine sposobnosti, ki so presegale sposobnosti navadnega človeka, in da je bil hiter in vzkipljiv. Legenda pravi, da je bil tako inteligenten, da je zmagal v vseh svojih argumentih, in močan, da je z golimi rokami lovil divje zveri. Bil je mlajši brat Dzi Čija (子啓) in Dzi Jana (子衍), kasnejših vladarjev Džovove vazalne države Song, in oče Vu Genga. Njegov oče Di Ji je imel brata Dži Dzija in Bi Gana. Di Šin je v  vojnah s sosednjimi plemeni, vključno z Dongjiji na vzhodu, razširil ozemlje svojega kraljestva. 

### Pozna vladavina
Naslednje dinastije so ponaredile veliko podatkov o Di Šinovem življenju. Mnogo sodobnih zgodovinarjev zato verjame, da je bil  razumen in inteligenten vladar in ne tako krut, kot se mu je pripisovalo.  
V svojih poznejših letih se je Di Šin predal pijači, ženskam in nemorali in jim dajal prednost pred vodenjem države. Zanemarjal je skoraj vse državne zadeve. Sima Čjan pravi, da je prirejal celo praznične orgije, na katerih so številni gostje z njegovimi priležnicami počenjali nemoralne stvari in peli neprimerne pesmi z erotičnimi besedili. V legendah je prikazan, da je prišel pod vpliv svoje hudobne žene Dadži in skupaj z njo zagrešil vse vrste zla in krutih dejanj. 
Ena najbolj znanih oblik zabave je bil "alkoholni bazen z gozdom mesa". V kraljevi palači so zgradili bazen, dovolj velik za več manjših čolnov, in ga napolnili z vinom. Sredi bazena je bil otoček z drevesi, s katerega so visela nabodala s pečenim mesom. Po bazenu so se vozili s čolni, pili vino in jedli pečeno meso.  Početje je veljalo za enega od najbolj znanih primerov dekadence in pokvarjenosti vladarja v kitajski zgodovini.
Po Zapisih Velikega zgodovinarja je Di Šin, da bi ugodil Dadži, ustvaril "kaznovanje s sežiganjem mesa z vročim železom" (炮格之刑). Velik bronast valj so napolnili z žarečim ogljem, da se je valj segrel do rdečega žara. Obsojenega so prisilili, da je valj objel in v mukah umrl. Med žrtvami niso bili samo običajni ljudje, ampak tudi visoki vladni uradniki, kot je bil Mej Bo, eden od njegovih kanclerjev.. 
Da bi financirali svoje velike stroške, je uvedel visoke davke. Brat Vej Dzi ga je poskušal prepričati, naj se spremeni, a mu ni uspelo. Prigovarjal mu je tudi stric Bi Gan, kateremu so iztrgali srce, do bi kralj videl, kako izgleda srce modreca. Kraljev stric Dži Dzi je bil zaradi prigovorov aretiran. 

### Padec
Ko je vojska dinastije Džov pod poveljstvom Džjang Dzija v bitki pri Mujeju leta 1046 pr. n. št. porazila vojsko Šjanga,  je Di Šin v svoji palači okoli sebe zbral vse svoje zaklade in nato zažgal palačo in naredil samomor. Dži Fa je Di Šinu odsekal glavo in jo nataknil na drog z belo zastavo. Kraljeva najljubša žena Dadži je bila usmrčena, dve ženi pa sta naredili samomor. Njihove glave so nataknili na manjše drogove z zastavami.
Kraljevo ime Džov (紂, Zhòu, dobesedno podrepni konjski jermen) se je pojavilo po njegovi smrti kot njegovo posmrtno ime. Ime naj bi izražalo negativno oceno njegove vladavine, polne zgodb o očitni pokvarjenosti. V naslednjih stoletjih je pridobil sloves hudobnega vladarja.